# Eva Bosch
Eva Bosch (* 30. September 1941 in Oderberg) ist eine österreichische Malerin und Grafikerin.

## Leben
Sie besuchte 1964/1965 die Werkkunstschule Offenbach am Main, lernte 1968/69 Aktzeichnen bei Horst Strempel an der Kunsthochschule Berlin-Weißensee und studierte von 1977 bis 1982 Malerei und Grafik an der Universität für künstlerische und industrielle Gestaltung Linz. 1991 war sie Preisträgerin der Internationalen Senefelder-Stiftung in Offenbach am Main. Seit 1982 präsentiert sie ihre Werke im Rahmen von Einzel- und Gemeinschaftsausstellungen überwiegend in Österreich und Bayern. 2001 wurde ihr der Berufstitel Professor verliehen. Die Künstlerin ist Mitglied beim Oberösterreichischen Kunstverein und folgte dort Fritz Fröhlich als Vizepräsidentin nach.

## Werke
In ihren Arbeiten geht sie vom Naturstudium aus zu abstrakten Gestaltungen. U.a. wurde sie mit der Ausgestaltung vom Klinik Diakonissen Linz beauftragt. Sie gestaltete die Fassade ihres Wohnhauses in Linz, Ecke Martingasse/Schweizerhausgasse. Einige ihrer Werke befinden sich in der Kunstsammlung des Landes Oberösterreich.

## Einzelausstellungen
- Galerie des Oberösterreichischen Kunstvereins im Ursulinenhof, Linz (1986, 1989, 1993, 1998)
- Niederösterreichisches Dokumentationszentrum für Moderne Kunst, St. Pölten (1992)
- Passagegalerie im Künstlerhaus Wien (1994)
- Galerie Welz, Salzburg (1997)